# 포 러버즈
포 러버즈(Happy Few)는 2010년 개봉한 프랑스의 로맨스 영화이다.
이 영화는 제67회 베니스국제영화제 황금사자상 후보에 올랐다. 미국에서는 오실로스코프 래버러터리스(Oscillscope Laboratories)에서 "Four Lovers"라는 제목으로 2012년에 극장과 DVD로 출시되었다. 유럽에서는 DVD로 "Aimez Qui Vous Voulez, Happy Few"라는 제목으로 출시되었다.

## 줄거리
보석 가게에서 일하는 라헬은 작업장에서 만난 빈센트에게 첫눈에 호감을 느낀다. 빈센트의 솔직함에 매료된 라헬은 자신의 남편 프랑크와 빈센트의 아내 테리를 초대하여 저녁 식사를 함께한다. 이 만남을 계기로 두 커플은 친구가 되고, 예상치 못하게 서로에게 사랑을 느끼게 된다. 의도한 것은 아니었지만, 두 커플은 매우 가까워진다. 그들은 규칙도 거짓도 없이 본능적인 열정에 몸을 맡긴다. 아이들과 부모님에게 이 사실을 숨긴 채 평소와 다름없는 일상을 유지하지만, 곧 감정적인 혼란과 질투가 싹트기 시작한다.

## 캐스팅
- 마리나 푸아 - Rachel
- 에로디 보체즈 - Teri
- 로쉬디 젬 - Franck
- 니콜라스 뒤보셸 - Vincent